# Windows Anytime Upgrade
Windows Anytime Upgrade era un método de actualización ofrecido por Microsoft para actualizar una edición del sistema operativo Windows Vista y Windows 7. Con la actualización se podía obtener nuevas características para su versión de Windows, pero es necesario comprar una licencia para la versión a la que se actualizara, con este método, el usuario evitara reinstalar Windows a una versión superior con el DVD de instalación.
Los beneficios más considerables son Windows Media Center obtenida a partir de la edición Home Basic, Aero, Fax y escáner de Windows y Windows DVD Maker entre otras.

## Método
Al actualizar a otra versión de Windows requería una licencia la que se podía obtener desde Microsoft Store, se accede a la aplicación de forma manual introduciendo el serial key de la versión a actualizar, si el serial key es correcto, la actualización se podía realizar en 10 minutos. Durante la actualización se podrán descargar actualizaciones u validar la licencia introducida. Se accede a la aplicación a través del panel de control/sistema y mantenimiento en Windows Vista y en Windows 7 panel de control/sistema y seguridad, de la misma forma en Windows 8 y 8.1.

### Proceso de actualización
En la actualización se desbloquean las características ocultas del sistema, además al estar conectado a internet descargará actualizaciones para la nueva edición de Windows. Con la actualización no se pierden configuraciones ni datos del usuario.

## Habilitación
WAU puede conseguirse y utilizarse en Estados Unidos, Canadá, Europa, el Este de África. En el proceso se puede obtener la IP para saber la ubicación del usuario. En algunas versiones OEM de fabricantes WAU no está disponible y se deben comprar packs de actualización. Microsoft ya no vende pack de actualizaciones ni serial key para Windows Vista.

## Windows Anytime Upgrade Packs
Para expandir anytime upgrade Microsoft vende un pack de actualización de este método para las ediciones seleccionadas:
- Starter→Home Premium
- Starter→Professional
- Starter→Ultimate
- Home Premium→Professional
- Home Premium→Ultimate
- Professional→Ultimate

Los packs de actualizaciones se pueden obtener de Microsoft Store o anteriormente por Windows Marketplace.

## Windows
En Windows 8 Anytime Upgrade está disponible en la versión Estándar y Pro que permite actualizar a Windows 8 Pro WMC (With Media Center) que incluye Windows Media Center. Solo este paquete de actualización será de pago. Los procedimientos de actualización son los mismos que en Windows 7.